# 乔安妮·福克斯
乔安妮·福克斯（英語：Joanne Fox，1979年6月12日—），澳大利亚女子水球运动员。她曾代表澳大利亚国家队参加2000年和2004年夏季奥林匹克运动会水球比赛，其中2000年奥运会获得一枚金牌。